# Gran icosidodecaedro truncado
En geometría, el gran icosidodecaedro truncado (o gran icosidodecaedro cuasitruncado o icosidodecaedro truncado estrellado) es un poliedro uniforme estrellado, indexado como U68. Tiene 62 caras (30 cuadrados, 20 hexágonos y 12 decagramas), 180 aristas y 120 vértices. Su símbolo de Schläfli es t0,1,2{5⁄3,3}, y su diagrama de Coxeter-Dynkin tiene la forma .

## Coordenadas cartesianas
Las coordenadas cartesianas de los vértices de un gran icosidodecaedro truncado centrado en el origen son todas los permutaciones pares de
(±τ, ±τ, ±(3−1/τ)),
(±2τ, ±1/τ, ±τ−3),
(±τ, ±1/τ2, ±(1+3/τ)),
(±√5, ±2, ±√5/τ) y
(±1/τ, ±3, ±2/τ),
donde τ = (1+√5)/2 es el número áureo.

## Poliedros relacionados

### Gran disdiaquis triacontaedro
El gran disdiaquis triacontaedro (o trisdiaquis icosaedro) es un poliedro no convexo isoedral. Es el dual del gran icosidodecaedro truncado. Sus caras son triángulos.

#### Proporciones
Los triángulos tienen un ángulo de {\displaystyle \arccos({\frac {1}{6}}+{\frac {1}{15}}{\sqrt {5}})\approx 71.594\,636\,220\,88^{\circ }}, uno de {\displaystyle \arccos({\frac {3}{4}}+{\frac {1}{10}}{\sqrt {5}})\approx 13.192\,999\,040\,74^{\circ }} y uno de {\displaystyle \arccos({\frac {3}{8}}-{\frac {5}{24}}{\sqrt {5}})\approx 95.212\,364\,738\,38^{\circ }}. El ángulo diedro es igual a {\displaystyle \arccos({\frac {-179+24{\sqrt {5}}}{241}})\approx 121.336\,250\,807\,39^{\circ }}. Parte de cada uno de los triángulos se encuentra dentro de la figura, por lo que no son totalmente visibles en los modelos sólidos.